# Summer Harris-Jones
Pour les articles homonymes, voir Harris et Jones.
 (octobre 2024).
Pas d'image ? Cliquez ici

a Compétitions nationales et continentales officielles uniquement.

b Matchs officiels uniquement.
Summer Harris-Jones, née le 27 juin 1996 à Los Angeles (États-Unis), est une joueuse internationale américaine de rugby à XV et internationale de rugby à sept évoluant aux postes d'ailier à XV et de pilier ou talonneur à sept.

## Biographie
Summer Harris-Jones naît le 27 juin 1996 à Los Angeles aux États-Unis. En 2024, elle est sous contrat avec l'équipe des États-Unis de rugby à sept.
Elle cumule, à la fin de l'été 2024, quatre sélections en équipe des États-Unis de rugby à XV quand elle est retenue pour le WXV au Canada.